# Mary Parker Follett

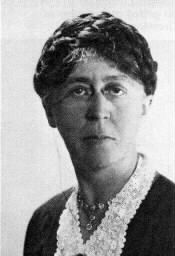
Mary Parker Follett

Mary Parker Follett (Quincy, 3 september 1868 - Boston, 18 december 1933) was een Amerikaanse socioloog die tegenwoordig wordt gezien als een van de grondleggers van management- en organisatietheorie. Veel van haar werk gaat over de vraag hoe binnen een groep in consensus goede beslissingen kunnen worden genomen en uitgevoerd. Haar theorieën kwamen in de eerste decennia van de 21e eeuw weer in de belangstelling. Ze worden toegepast bij vraagstukken rond management van moderne organisaties, samenwerking in interdisciplinaire teams en het functioneren van de democratie.

## Biografie
Mary Parker Follett kwam uit een welgestelde Quaker familie uit Massachusetts. Na het overlijden van haar vader toen zij nog een tiener was, werd zij verantwoordelijk voor de zorg voor haar invalide moeder en haar jongere broer. 
Zij studeerde van 1888 - 1898 economie, bestuurskunde en filosofie aan Harvard’s Annex for Women (later Radcliffe College van Harvard University). Zij moest haar studie enkele keren onderbreken om voor haar moeder te zorgen. In 1890 en 1891 studeerde ze aan Newnham College van de Universiteit van Cambridge in Engeland. 
In 1896 publiceerde ze haar proefschrift The Speaker of the House of Representatives (De voorzitter van het Huis van Afgevaardigden) dat gezien werd als de eerste degelijke analyse van dit ambt en een belangrijk bijdrage aan het staatsrecht.
Vanaf 1900 hield ze zich bezig met het ontwikkelen van maatschappelijk werk en onderwijs in Boston. Zij was de eerste die schoolgebouwen buiten schooluren ging gebruiken als locaties voor het geven van avondonderwijs en als buurtcentrum. Zij was lid van overheidscommissies op het gebied van werkgelegenheid en het minimumloon.
Haar betrokkenheid bij sociaal werk op buurtniveau veranderde haar denken over het functioneren van de democratie. In 1918 verscheen haar boek The New State, waarin ze een nieuwe vorm van democratie beschrijft die is gestructureerd langs de organische lijnen van buurten en wijken. Dit boek vestigde haar internationale reputatie als politicoloog en organisatiedeskundige.
In Creative Experience (1924) gaat ze in op management en industriële betrekkingen. Ze  beschrijft hoe mensen met verschillende sociale achtergronden en expertise in kleine groepen problemen kunnen oplossen door hun verschillende gezichtspunten en ervaringen met elkaar te integreren. Haar ideeën vonden vooral toepassing in management en personeelsbeleid. Zij was een veelgevraagd spreker en (gast)docent. Veel van haar lezingen zijn gebundeld en gepubliceerd. Zij was ook betrokken bij de Volkenbond.
Zij leefde vanaf 1928 in Engeland. In 1933 keerde ze in verband met gezondheidsproblemen terug naar Boston waar ze korte tijd later overleed. Na haar dood liep de populariteit van haar theorieën terug, hoewel haar werk nooit helemaal vergeten raakte. In het begin van de 21e eeuw kwam er hernieuwde belangstelling voor het werk van Follett. Haar theorieën worden toegepast bij vraagstukken met betrekking tot management van moderne organisaties, samenwerking in interdisciplinaire teams en het functioneren van de democratie.

## Theorieën
Aan de basis van Folletts werk ligt de vraag hoe een situatie kan worden gecreëerd waarin ondergeschikten (burgers, arbeiders) uit vrije wil instemmen met de beslissingen die worden genomen. De motivatie van individuen is cruciaal voor het goed functioneren van elke democratie of moderne organisatie. De overheid of het management moeten ernaar streven om zoveel mogelijk individuele gezichtspunten in de besluitvorming te integreren.
Volgens Follett zijn in een moderne organisatie de omstandigheden dynamisch en veranderlijk. Het geven van orders moet gebaseerd zijn op een correcte analyse van de situatie op dat moment en juist inzicht in wat er nodig is. Leiderschap ligt bij degene die op een gegeven moment de situatie het beste kan doorgronden; leiderschap is dus niet aan een bepaalde functie verbonden.
Follett stelde dat organisaties en de staat het beste functioneren als alle leden samenwerken om feiten te verzamelen en te analyseren, en gezamenlijk verantwoordelijkheid nemen voor de beslissingen. Het is de taak van de overheid of het management om mensen met verschillende achtergronden, gezichtspunten en expertise met elkaar in contact te brengen. Dit proces heet integratie. In de visie van Follett is een gemeenschap in feite een permanent creatief proces van integratie. De gedachten en meningen van vele individuen over een bepaald thema worden geïntegreerd om tot een bepaald resultaat of conclusie te leiden.
Democratie ontstaat door binnen gemeenschappen problemen en tegenstellingen op te lossen en de gemeenschappen vervolgens macht te geven. Macht is volgens Follett het vermogen om dingen te laten gebeuren. Voor haar is het een neutraal begrip: macht is goed noch slecht.
Een conflict kan volgens Follett constructief zijn als alle achterliggende waarden van de partijen in het conflict op tafel worden gelegd. De partijen richten zich vervolgens op het ontdekken van nieuwe manieren waarop aan zoveel mogelijk waarden van de betrokkenen kan worden voldaan. Dit is een fundamenteel andere benadering dan de gebruikelijke uitruil van eisen en verlangens en vereist open en eerlijke communicatie.

## Publicaties
- The Speaker of the House of Representatives (1896)
- The New State (1918)
- Creative Experience (1924)
- The Giving of Orders (1926)
- Dynamic Administration: The Collected Papers of Mary Parker Follett (1942 - postuum uitgegeven)

## Externe bronnen
- The Mary Parker Follett Network